# Swiss Indoors 2022 - Qualificazioni singolare
Le qualificazioni del singolare del Swiss Indoors 2022 sono un torneo di tennis preliminare per accedere alla fase finale della manifestazione. I vincitori dell'ultimo turno entrano di diritto nel tabellone principale. In caso di ritiro di uno o più giocatori aventi diritto, subentrano i lucky loser, ossia i giocatori sconfitti all'ultimo turno che hanno una classifica più alta rispetto agli altri partecipanti che avevano perso nel turno finale.

## Teste di serie
1. Aslan Karacev (ultimo turno, lucky loser)
2. Arthur Rinderknech (qualificato)
3. Jaume Munar (ultimo turno)
4. Pedro Martínez (primo turno)

1. Fabio Fognini (ritirato)
2. Constant Lestienne (ultimo turno)
3. Bernabé Zapata Miralles (primo turno)
4. Laslo Đere (qualificato)

## Qualificati
1. Ugo Humbert
2. Arthur Rinderknech

1. Roman Safiullin
2. Laslo Đere

### Lucky loser
1. Aslan Karacev

## Tabellone

### Sezione 1
|  | Primo turno | Primo turno             | Primo turno             | Primo turno | Primo turno |  |  | Ultimo turno | Ultimo turno  | Ultimo turno | Ultimo turno | Ultimo turno |  |
|  |             |                         |                         |             |             |  |  |              |               |              |              |              |  |
|  | 1           | Aslan Karacev           | Aslan Karacev           | 6           | 7           |  |  |              |               |              |              |              |  |
|  | WC          | Leandro Riedi           | Leandro Riedi           | 3           | 63          |  |  | 1            | Aslan Karacev | 6            | 6(1)         | 1            |  |
|  | Alt         | Ugo Humbert             | Ugo Humbert             | 6           | 6           |  |  | Alt          | Ugo Humbert   | 4            | 7            | 6            |  |
|  | 7           | Bernabé Zapata Miralles | Bernabé Zapata Miralles | 3           | 3           |  |  |              |               |              |              |              |  |

### Sezione 2
|  | Primo turno | Primo turno        | Primo turno        | Primo turno | Primo turno |  |  | Ultimo turno | Ultimo turno       | Ultimo turno | Ultimo turno | Ultimo turno |  |
|  |             |                    |                    |             |             |  |  |              |                    |              |              |              |  |
|  | 2           | Arthur Rinderknech | 6                  | 65          | 6           |  |  |              |                    |              |              |              |  |
|  | Alt         | Jason Kubler       | 4                  | 7           | 2           |  |  | 2            | Arthur Rinderknech | 3            | 6            | 6            |  |
|  | WC          | Antoine Bellier    | Antoine Bellier    | 4           | 62          |  |  | 6            | Constant Lestienne | 6            | 3            | 4            |  |
|  | 6           | Constant Lestienne | Constant Lestienne | 6           | 7           |  |  |              |                    |              |              |              |  |

### Sezione 3
|  | Primo turno | Primo turno        | Primo turno        | Primo turno | Primo turno |  |  | Ultimo turno | Ultimo turno    | Ultimo turno    | Ultimo turno | Ultimo turno |  |
|  |             |                    |                    |             |             |  |  |              |                 |                 |              |              |  |
|  | 3           | Jaume Munar        | Jaume Munar        | 6           | 6           |  |  |              |                 |                 |              |              |  |
|  |             | Alexei Popyrin     | Alexei Popyrin     | 3           | 4           |  |  | 3            | Jaume Munar     | Jaume Munar     | 4            | 3            |  |
|  |             | Roman Safiullin    | Roman Safiullin    | 7           | 6           |  |  |              | Roman Safiullin | Roman Safiullin | 6            | 6            |  |
|  | Alt         | Jan-Lennard Struff | Jan-Lennard Struff | 5           | 1           |  |  |              |                 |                 |              |              |  |

### Sezione 4
|  | Primo turno | Primo turno    | Primo turno    | Primo turno | Primo turno |  |  | Ultimo turno | Ultimo turno | Ultimo turno | Ultimo turno | Ultimo turno |  |
|  |             |                |                |             |             |  |  |              |              |              |              |              |  |
|  | 4           | Pedro Martínez | Pedro Martínez | 2           | 62          |  |  |              |              |              |              |              |  |
|  | Alt         | Tarō Daniel    | Tarō Daniel    | 6           | 7           |  |  | Alt          | Tarō Daniel  | 6            | 3            | 63           |  |
|  | WC          | Jérôme Kym     | 6              | 63          | 4           |  |  | 8            | Laslo Đere   | 4            | 6            | 7            |  |
|  | 8           | Laslo Đere     | 3              | 7           | 6           |  |  |              |              |              |              |              |  |